# 尼泊爾和平塔

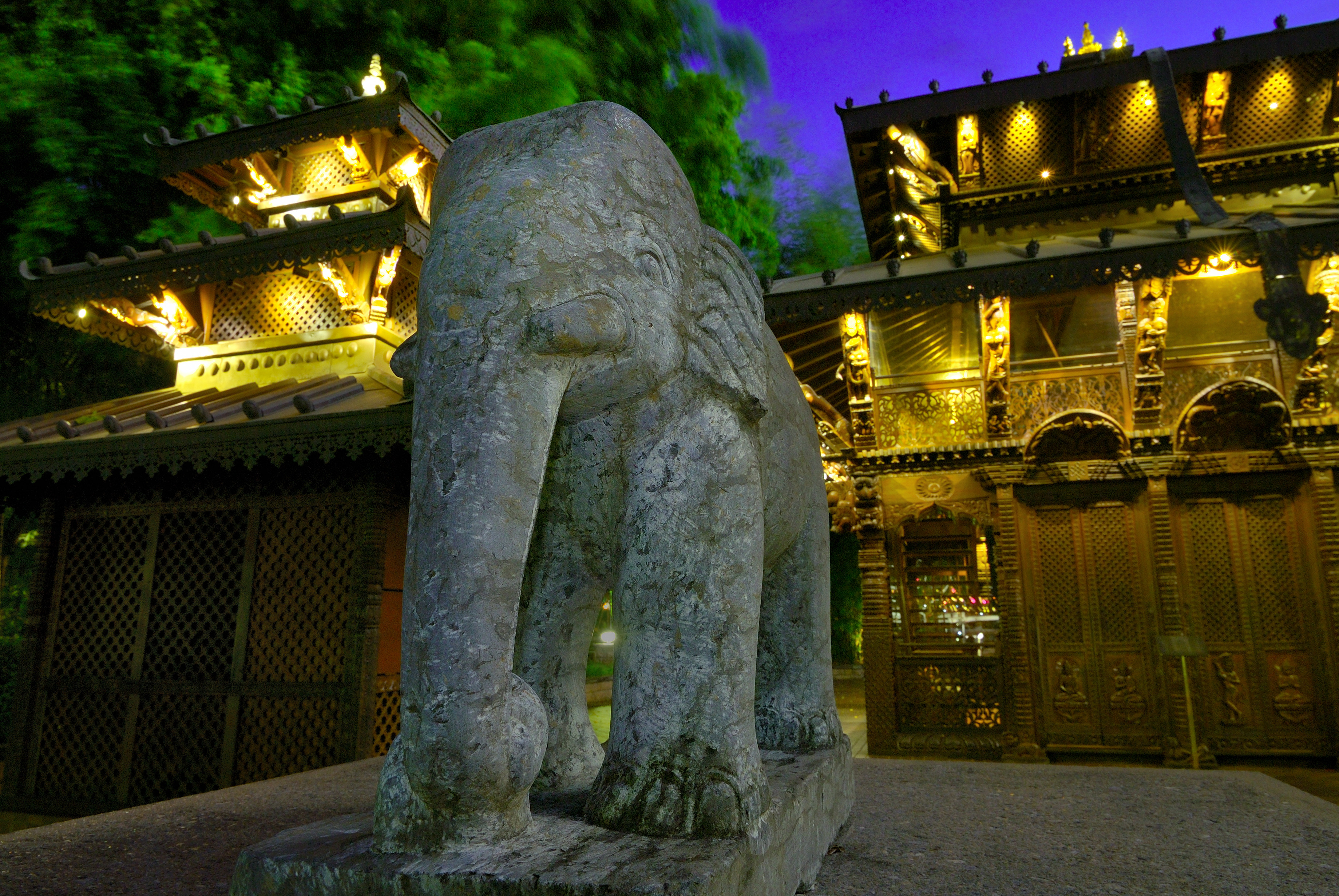
夜晚的尼泊爾和平塔

尼泊爾和平塔（英語：Nepalese Peace Pagoda，亦稱為尼泊爾寶塔）是代表尼泊爾參加1988年世界博覽會的展館，位於澳大利亞昆士蘭州布里斯本，現坐落於南岸公园。尼泊爾和平塔是布里斯本在舉辦世博會期間最重要的遺產之一，也是該屆世博會中上唯一保留於布里斯本的國際展館。

## 起源
1986年是聯合國的國際和平年，尼泊爾同意參加1988年世界博覽會，並委託保護亞洲文化協會創建尼泊爾和平塔，由世博會官方進行運營，並在世博會結束後為和平塔尋找新址。

## 建造
和平塔是由德國建築師約亨·雷爾（Jochen Reier）代表尼泊爾負責建造，從尼泊爾的特萊平原森林中運送80公噸的尼泊爾本土木材到首都加德滿都，在那由160個尼泊爾家庭精心製作出各個部件，接著將這些木材裝在兩個40英尺（12米）的集裝箱和一個20英尺（6.1米）的集裝箱中運往澳大利亞，在尼泊爾人的監督下，由澳大利亞工人在世博會現場進行組裝，僅花費了幾天時間就完成。

## 世博會期間
和平塔為三層建築，設有一個漂亮的茶館，是當屆純手工製作的展館之一，也因此尼泊爾和平塔很快就成為該屆世博會最多人參觀拍照的展館之一。在世博會即將結束時，一群名為「寶塔之友」的人發起一項請願運動，希望能夠在世博會後將和平塔留在布里斯本，這項請願運動最終有有9萬人簽署。
和平塔前的兩個小木亭出售酸奶、印度咖哩餃、柳橙汁和檸檬茶；工匠們在和平塔一樓內展示他們的手工藝品。人們可以在一樓的茶館喝茶，附近的尼泊爾館展示尼泊爾的傳統服裝、登山服、照片和工藝品。

## 藝術和宗教遺產
該塔是尼泊爾境外僅有的三座尼泊爾和平塔之一，另外兩座分別位於德國慕尼黑和日本大阪，是加德滿都帕斯帕提那神廟的近似複製品，塔上有重要的印度教和佛教圖騰，包括濕婆的不同化身、處於不同冥想狀態的佛陀、手印、佛教的八個吉祥符號，佛教慈悲神觀世音菩薩的神像。除此之外，整個展館還包含一個和平鐘，兩個較小的邊亭，一個佛塔和一個和平柱，上頭用日語、法語、西班牙語和英語四種語言呼籲世界和平。兩個側館的屋簷上亦刻有梵文祈禱詞，中央門上方也刻有的唵的銘文。
雖然和平塔並不被用作佛教或印度教的宗教中心，但它偶爾會被用來舉辦婚禮、私人活動、新書發布會和公司活動，而且可以看到許多遊客使用寶塔內部第一層的教堂座椅進行個人冥想。南岸公園公司代表羅馬街公園和布里斯本市政府管理該塔。

## 世博會後

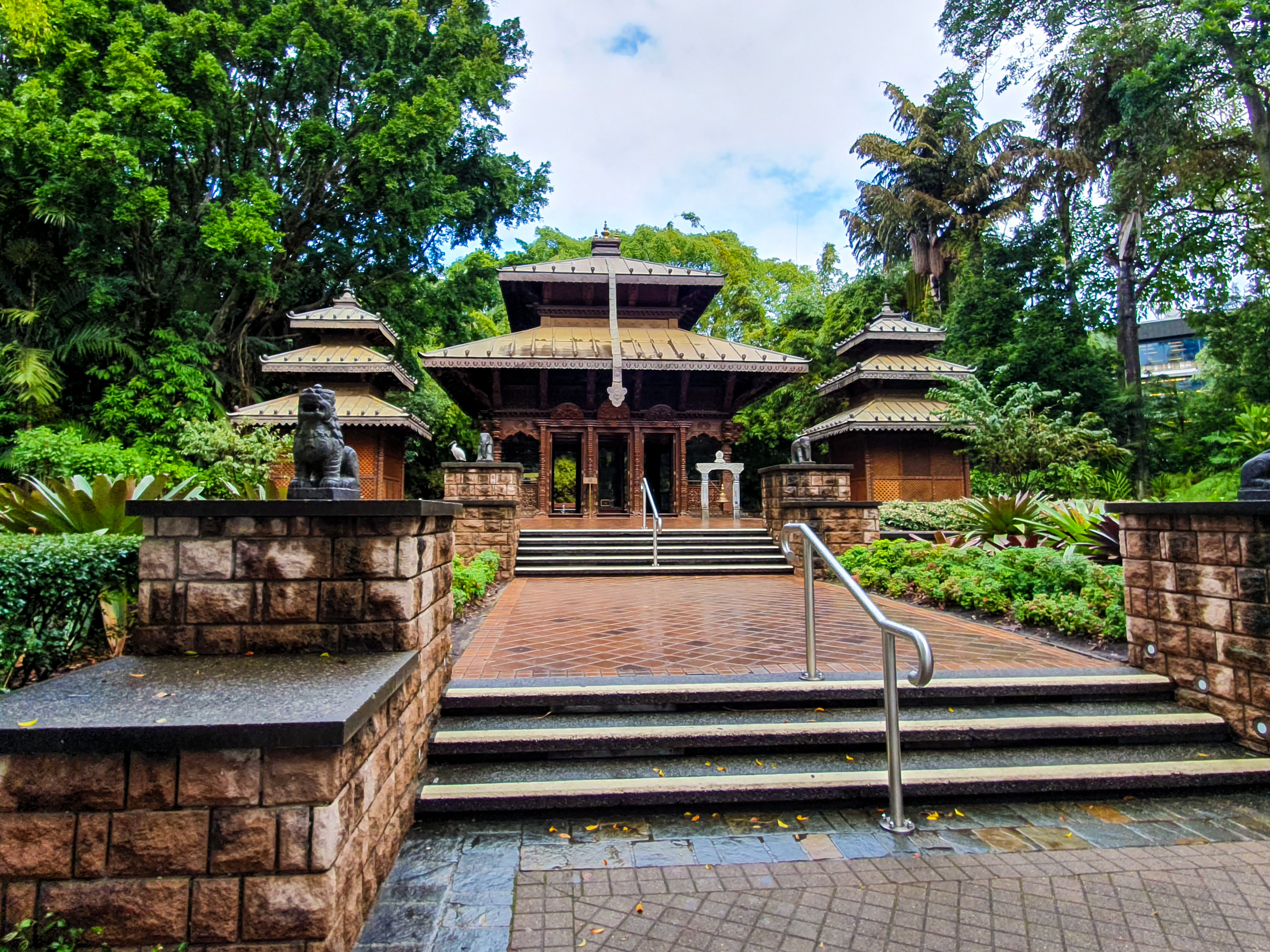
尼泊爾和平塔

### 保留展館
在世博會結束時，亞太認證合作組織（APAC）曾計劃出售尼泊爾和平塔，而且可能將其移至日本。然而，在世博會期間，有9萬人的請願書請求將和平塔留在布里斯班，並且在1988年底，布里斯本市議會提出如果聯邦政府願意支付其成本和維護費用的話，將會為和平塔提供土地。1989年2月，一場「拯救和平塔運動」開始啟動。公眾捐款最終達到52,000美元，其中3萬美元來自退休人員弗蘭克和邁拉·皮特夫婦（Frank & Myra Pitt）在最後一刻及時捐款，他們希望給布里斯班帶來一些1988年世博會的記憶，並且市議會亦提供5萬美元，聯邦政府提供了10萬美元。「寶塔之友委員會」還籌集資金為和平塔增添幾件展品，包括一尊銅製的慈悲神像，一個銅鐘和石雕框架，以及一個石製靈塔。
關於該將和平塔放置何處，人們提出各種想法，包括昆士蘭美術館和城市植物園，而最終選擇了南布里斯本的南岸公園作為和平塔安放的地方，並成為1992年6月公園開放後的一部分。

### 世博會20周年紀念活動
作為1988年世界博覽會20週年慶祝活動，88年世博會基金會和重新啟動的寶塔之友協會在和平塔中舉辦88年世博會回顧攝影展和紀念品展示。

## 重要性
- 提醒：1988年的世博會象徵著布里斯本生活方式的轉變，並使昆士蘭被世界看見，並改變了昆士蘭人對自己和世界其他地區的看法，而和平塔則是該事件最好的提醒物。
- 稀有：和平塔是該屆世博會舊址上僅存的國際展覽品，它也是澳大利亞唯一的尼泊爾寺廟，是尼泊爾以外僅有的三座寺廟之一。
- 文化：作為一個傳統尼泊爾寺廟的複製品，它展示出該地方的文化與特色。
- 美學：尼泊爾工匠打造出複雜的木雕，創造出風景如畫的建築，受到人們的讚美和拍照。
- 聯繫：和平塔與許多參加過當年世博會的昆士蘭人有著密切的聯繫，公眾為了將它保留在布里斯本所做的努力就是聯繫的證明。[1]